# Cape Grim
Cape Grim – przylądek na Tasmanii, najbardziej na północ i zachód wysunięty punkt tej wyspy. Na przylądku znajduje się stacja pomiaru zanieczyszczeń powietrza, uruchomiona w 1976 roku.
W 1828 roku miała na przylądku miejsce masakra Aborygenów dokonana przez czterech morderców należących do brytyjskich osadników.